# 高根第二ダム
高根第二ダム（たかねだいにダム）は、岐阜県高山市高根町日影地先、木曽川水系飛騨川に建設された発電専用ダムである。

## 沿革
高根第二ダムは、中部電力が飛騨川の電源開発計画の一環として、すぐ上流に位置する認可出力340,000kWの揚水発電所、高根第一発電所の下池を形成するダムである。着工は1963年（昭和38年）であるが、完成は高根第一ダムより早く、1968年（昭和43年）である。ダム直下には認可出力25,100kWの高根第二発電所が付設されている。
ダムの高さは69.0m、型式は中空重力式コンクリートダムである。この形式のダムは全国でも珍しいが、管理者別で見ると中部電力の管理ダムが目立ち、高根第二ダムのほか大井川にある畑薙第一ダム・畑薙第二ダム・井川ダムが中空重力式コンクリートダムである。また、揖斐川にある横山ダム（国土交通省中部地方整備局・80.8m）も中空重力式コンクリートダムであり、現在は全く建設されない同型式が密集する特異地帯でもある。
高根第二ダムは国道361号沿いにあるが、この付近には高根第一・第二ダムのほか、朝日ダム・久々野ダム・秋神ダムと発電用ダムが密集している。

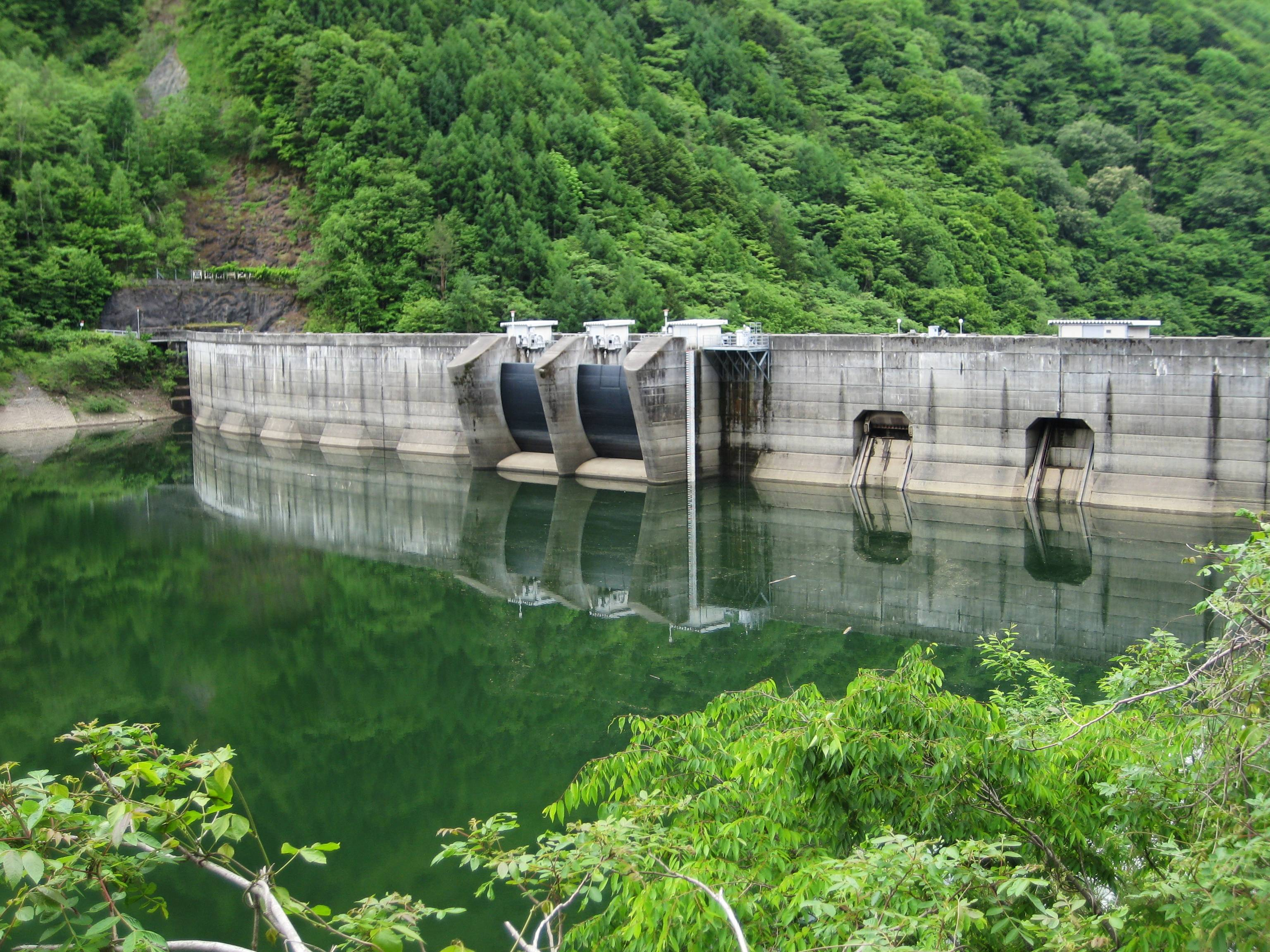
高根第二ダム上流側
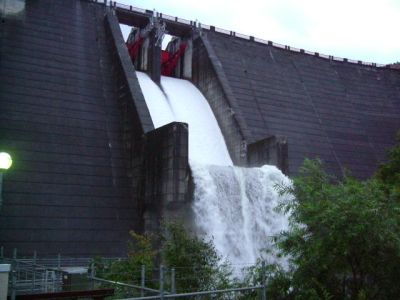
放流中の高根第二ダム